# Petersburg, Virginia
Petersburg là một thành phố thuộc tiểu bang Virginia, Hoa Kỳ. Thành phố có diện tích 59,42 km², dân số thời điểm năm 2000 theo điều tra của Cục điều tra dân số Hoa Kỳ là 33.740 người, chủ yếu là người Mỹ gốc Phi2.
Petersburg nằm bên sông Appomattox và có cự ly 23 dặm Anh (37 km) về phía nam của thành phố thủ phủ bang Richmond. Ngành công nghiệp trong quá khứ của thành phố và vị trí của nó đã kết hợp để tạo ra sự thịnh vượng cho bang Virginia và khu vực. Của thành phố dân số là 33.740 theo điều tra dân số năm 2000, chủ yếu là dân tộc người Mỹ gốc Phi.
Vị trí của Petersburg đã khiến khu vực này trở thành một địa điểm chiến lược cho cả giao thông vận tải và hoạt động thương mại, cũng như nơi đặt pháo đài Henry. Tuyến đường sắt xuất hiện ở thành phố từ thập niên 1830, khiến nó đã trở thành một điểm chuyển lớn cho cả hai phía bắc-nam và đông-tây.